# Nguyễn Xuân Trang
Nguyễn Xuân Trang (1924 –  2015), nguyên là tướng lĩnh Bộ binh của Quân lực Việt Nam Cộng hòa, cấp bậc Thiếu tướng. Ông xuất từ trường Võ bị Liên quân Viễn Đông do Quân đội Pháp mở ra để đào tạo các thí sinh trên toàn Đông dương trở thành sĩ quan phục vụ cho Quân đội Liên hiệp Pháp. Ra trường, ông được chọn vào Bộ binh rồi chuyển qua Binh chủng Pháo binh. Sau này, ông chuyển nhiệm vụ sang lĩnh vực Chỉ huy và Tham mưu.

## Tiểu sử & Binh nghiệp
Ông sinh ngày 17 tháng 6 năm 1924 trong một gia đình khá giả tại Sài Gòn. Năm 1937, khi học lên Trung học, ông học ở trường Lycée Petrus Ký, Sài Gòn. Năm 1941, ông tốt nghiệp với văn bằng Thành Chung. Sau đó ông được tuyển dụng làm công chức tại sài Gòn cho đến ngày gia nhập quân đội.

### Quân đội Liên hiệp Pháp
Trung tuần tháng 6 năm 1947, ông tình nguyện nhập ngũ vào Quân đội Liên hiệp Pháp, mang số quân: 44/101.909. Theo học khóa 2 Đỗ Hữu Vị tại trường Sĩ quan Nước Ngọt, Vũng Tàu, khai giảng đầu tháng 8 năm 1947. Cuối tháng 6 năm 1948 mãn khóa tốt nghiệp với cấp bậc Thiếu úy hiện dịch. Ra trường, ông được cử đi du học lớp căn bản sĩ quan Bộ binh tại trường Võ bị Đặc biệt Liên quân Pháp (École Spéciale Militaire Inter-Arme) tại Coetquidan, Sarthe, Pháp, gần một năm sau mãn khóa. Đầu tháng 8 năm 1949, ông tiếp tục chuyển sang học môn Thực tập Bộ binh (École d'Application d'Infanterie) tại Auvours, Sarthe, Pháp, đến tháng 12 cùng năm mãn khóa.
Đầu năm 1950, ông chuyển sang Đức theo học môn Thực tập Pháo binh (Écolev d'Application d'Artillerie) tại Idaroberssteink, Pfalz, Rheinland. Đến tháng 7, ông nhận được quyết định thăng cấp Trung úy tại trường. Tháng 9 cùng năm mãn khóa hồi hương. Cũng trong thời điểm này Tiểu đoàn 5 Bộ binh Việt Nam được thành lập tại Trung tâm Huấn luyện số 1 ở Quán Tre (tiền thân của Trung tâm Huấn luyện Quốc gia Quang Trung). Tháng 10, sau khi về nước, ông được cử làm Đại đội trưởng Đại đội Công vụ của Tiểu đoàn 5.
Tháng 2 năm 1951, ông được lên giữ chức vụ Tiểu đoàn phó Tiểu đoàn 5. Tháng 8, ông được cử theo học lớp chỉ huy chiến thuật tại Trung tâm Nghiên cứu Quân sự (Centre d'Etudes Militaires) ở Hà Nội. Tháng 11 cùng năm, chuyển chuyên môn sang Pháo binh, ông được giữ chức vụ Pháo đội trưởng Pháo đội 3 thuộc Tiểu đoàn 5 Pháo binh, đồn trú tại Nà Sản, Sơn La.

### Quân đội Quốc gia Việt Nam
Mặc dù Quân đội Quốc gia Việt Nam đã chính thức thành lập vào năm 1950, nhưng đến năm 1952 mới tổ chức được Bộ Tổng tham mưu. Tháng 3 năm 1952, Tiểu đoàn 5 Pháo binh di chuyển về Nam Định, sáp nhập vào Quân đội Quốc gia. Tháng 10 cùng năm, ông được thăng cấp Đại úy tại nhiệm. Đến tháng 4 năm 1953, ông được cử giữ chức Tiếu đoàn trưởng Tiểu đoàn 5 Pháo binh.
Tháng 3 năm 1954, Tiểu đoàn 5 Pháo binh di chuyển về Phủ Lạng Thương, Bắc Ninh. Hai tháng sau, Tiểu đoàn tiếp tục di chuyển về Hải Phòng. Tháng 7 cùng năm, ông được thăng cấp Thiếu tá. Hai tháng sau Hiệp định Genève (ngày 20 tháng 7), Tiểu đoàn xuống tàu di chuyển vào Nam, đóng tại Đà Nẵng.

### Quân đội Việt Nam Cộng hòa
Tháng 3 năm 1955, ông chuyển về phục vụ tại Nha Tổng thanh tra Quân đội. Đến tháng 7, sau khi chuyển sang Quân đội Việt Nam Cộng hòa, ông được cử làm Tham mưu phó Tiếp vận Bộ Tổng tham Mưu. Tháng 5 năm 1956, ông chuyển sang giữ chức vụ Giám đốc Nha Quân cụ tân lập. Đầu tháng 7 cùng năm, ông được thăng cấp Trung tá. Một tháng sau, ông được chỉ định làm Chỉ huy trưởng Bộ chỉ huy Pháo binh Trung ương thay thế Trung tá Bùi Hữu Nhơn sau khi bàn giao Nha Quân cụ lại cho Đại tá Lê Văn Sâm.
Đầu tháng 10 năm 1959, ông được cử đi du học khóa Vũ khí cận đại tại Trung tâm Vũ khí Fort Bliss, Tiểu bang Texas, Hoa Kỳ. Ngày lễ Quốc khánh 26 tháng 10 cùng năm ông được thăng cấp Đại tá. Tháng 7 năm 1960, ông được đi du học khóa Chỉ huy và Tham mưu cao cấp tại trường Fort Leavenworth, Tiểu bang Kansas, Hoa Kỳ. Đầu năm 1961, chuyển sang Tiểu bang Kentucky, ông tiếp tục theo học khóa Bảo trì tại trường Fort Knox. Tháng 3 về nước, ông được cử làm Tham mưu trưởng Quân đoàn I thay thế Đại tá Nguyễn Văn Quan.
Đầu năm 1963, ông nhận lệnh bàn giao chức vụ Tham mưu trưởng lại cho Đại tá Trần Thanh Phong. Sau đó, ông được tái nhiệm chức vụ Chỉ huy trưởng Pháo binh. Cuối tháng 11 cùng năm, sau cuộc đảo chính Tổng thống Ngô Đình Diệm, một lần nữa ông được giữ chức vụ Giám đốc Nha Quân cụ thay thế Địa tá Đỗ Ngọc Nhận.
Đầu tháng 3 năm 1964, sau một tháng xảy ra vụ Trung tướng Nguyễn Khánh Chỉnh lý các tướng lĩnh trong Hội đồng Quân nhân Cách mạng để giành quyền lãnh đạo. Ông nhận lệnh bàn giao Nha Quân cụ cho Đại tá Trần Văn Trọng để thuyên chuyển xuống Vùng 4 chiến thuật, được cử giữ chức vụ Tham mưu trưởng trong Bộ Tư lệnh Quân đoàn IV. Năm tháng sau vào ngày 11 tháng 8, ông được thăng cấp Chuẩn tướng tại nhiệm. Tháng 10 cùng năm, ông được chỉ định làm Tư lệnh phó Quân đoàn IV. Đến tháng 4 năm 1965, lần thứ 3 ông tái nhiệm chức vụ Chỉ huy trưởng Binh chủng Pháo binh thay thế Đại tá Hồ Nhựt Quan.
Tháng 3 năm 1968, được lệnh bàn giao chức vụ Chỉ huy trưởng Pháo binh lại cho Đại tá Phan Đình Tùng Xử lý Thường vụ, ngay sau đó ông được cử làm Tham mưu phó Nhân viên tại Bộ Tổng tham mưu. Đầu tháng 9 năm 1969, ông được thăng cấp Thiếu tướng tại nhiệm. Sau đó ông được biệt phái qua phục vụ ở Bộ Ngoại giao làm Phụ tá cho Ngoại trưởng (ngang cấp Thứ trưởng).
Từ năm 1969 đến năm 1973, ông liên tục được cử làm hướng dẫn viên các phái đoàn sĩ quan của Quân lực đi thăm viếng các cơ quan quân sự ở Hoa Kỳ (1969), Đài Loan (1973)... Đồng thời có 2 lần tháp tùng Ngoại trưởng Trần Văn Lắm sang Úc (1971) và Anh (1972).

## Giai đoạn sau 1975
Sau ngày 30 tháng 4, chính quyền mới đưa ông đi học tập và cải tạo từ Nam ra Bắc qua các trại giam Quang Trung, Yên Bái, Hà Tây, Nam Hà. Cho đến ngày 9 tháng 9 năm 1987 ông mới được trả tự do. Thời gian cải tạo ở trại giam Hoàng Liên Sơn (Yên Bái), ông bị hư một mắt.
Ngày 19 tháng 10 năm 1993, ông cùng gia đình xuất cảnh theo diện H.O do Hoa Kỳ bảo lãnh. Sau đó định cư tại Portland, Oregon, Hoa Kỳ.
Ngày 9 tháng 5 năm 2015, ông từ trần tại nơi định cư. Hưởng thọ 91 tuổi.

## Huy chương
-Bảo quốc Huân chương đệ tam đẳng
-Được tặng tưởng nhiều huy chương Quân sự và Dân sự.

## Gia đình
- Thân phụ: Cụ Nguyễn Văn Báu
- Thân mẫu: Cụ Bùi Thị Gương
- Bào tỷ: Nguyễn Thị Thơm, Nguyễn Thị Duyên, Nguyễn Thị Thảo
- Bào huynh: Nguyễn Văn Thuần, Nguyễn Văn Nhàn, Nguyễn Xuân Cần, Nguyễn Văn Khiêm.
- Phu nhân: Bà Đỗ Thị Bông

-Ông bà có sáu người con (4 trai, 2 gái):
Nguyễn Xuân Loan, Nguyễn Xuân Sơn, Nguyễn  Xuân Oanh, Nguyễn  Xuân Lan, Nguyễn Xuân Khôi, Nguyễn Xuân Khang.